# Saverio Rampin
Saverio Rampin (Stra, 14 dicembre 1930 – Venezia, gennaio 1992) è stato un pittore italiano.
Considerato uno dei massimi esponenti del Movimento spazialista veneziano, non volle mai firmarne il manifesto.

## Biografia
Saverio Rampin nacque a Paluello di Stra nel 1930, ma si trasferì a Venezia con la famiglia nel 1941. Cominciò a dipingere a 15 anni, dietro l'incoraggiamento di Armando Pizzinato.
Nel 1948 si iscrisse all'Accademia di Belle Arti di Venezia, seguendo la Scuola libera del Nudo. Nello stesso anno espose alla sua prima collettiva presso la Fondazione Bevilacqua La Masa. Nel 1950 partecipò alla XXV Biennale di Venezia esponendo l'opera Scuola di Pittura e l'anno seguente venne organizzata la sua prima mostra personale, presentata da Pizzinato alla Galleria Sandri di Venezia.
Nel 1955 ricevette il I Premio per la pittura alla XLIII Collettiva della Bevilacqua La Masa, condiviso con Saverio Barbaro e Renato Borsato, e si aggiudicò il premio Campari alla Mostra “Premio Burano”, che ripeté anche nel 1960. Del 1956 è il I Premio (ex aequo con Riccardo Licata) alla XLIV Collettiva della Bevilacqua La Masa. Dal 1957 al 1961, insieme a Ennio Finzi, fu ospitato dall’Opera Bevilacqua La Masa in uno studio a Palazzo Carminati: qui incontrarono l’imprenditore Attilio Arduini, loro stimatore e mecenate, dal quale ricevettero un assegno mensile, rinnovato fino al 1958.
In quegli anni continuò a frequentare la Galleria del Cavallino di Carlo Cardazzo, base degli artisti spazialisti entrando in contatto con il nucleo principale degli spazialisti milanesi: Fontana, Capogrossi, Crippa e Dova. Nonostante ciò Rampin non aderì mai apertamente a questo movimento, rifiutandosi di firmarne il manifesto.
Nel 1958 si ripeté per la terza volta vincendo il I Premio alla XLVI Collettiva della Fondazione La Masa. Dello stesso anno fu la vittoria della Medaglia d'oro alla III Mostra dei giovani pittori a Roma. Nel 1959 vinse il III Premio per la pittura (ex aequo con Vitale Petrus) con l'opera Momento di Natura alla “Mostra degli artisti premiati dal 1952 al 1959” della Bevilacqua La Masa. Lo stesso anno prese parte alla VIII Quadriennale di Roma.
Nel 1965 vinse il II Premio per l'incisione presentando tre litografie, Momento di natura n. 1, 2 e 3, alla Collettiva della Bevilacqua La Masa: questo premio sollevò diverse critiche poiché il concorso era riservato ad artisti con età inferiore ai 35 anni. Rampin, che ne avrebbe compiuti 35 a fine anno, sarebbe quindi dovuto essere espulso dalla competizione: la giuria decise compunque di ammetterlo, andando però a danneggiare gravemente l'immagine della Fondazione che, da quel periodo, inizierà a perdere di importanza sullo scenario internazionale. Nel 1967 vinse il X Premio Pittura di Mestre sempre con Momento di Natura (ex aequo con Alberto Biasi).
Nel 1968 iniziò il sodalizio col gallerista Enzo Pagani, che fino al 1989 gli organizzò quattordici mostre personali. Dal 1970 iniziò ad insegnare presso vari istituti artistici a Padova e Venezia. Nel 1984 torna ad esporre alla Fondazione Bevilacqua la Masa nella collettiva Spazialismo a Venezia, curata da Toni Toniato.
Morì nel gennaio del 1992, dopo aver preso casa al Lido di Venezia, dove adesso ha sede l’Archivio Rampin, fondato nel 1998.
Diverse furono le sue esposizioni in Italia e in Europa, sia collettive che personali.

## Opere nei musei
- Momento di natura (inv. BA0583) - Galleria internazionale d'arte moderna Ca'Pesaro, Venezia[6]
- Momento di natura (inv. BA0273) - Galleria internazionale d'arte moderna Ca'Pesaro, Venezia[6]
- Momento di natura (inv. BA0319) - Galleria internazionale d'arte moderna Ca'Pesaro, Venezia[6]